# Sheridan County (North Dakota)
Sheridan County ist ein County im Bundesstaat North Dakota der Vereinigten Staaten. Der Verwaltungssitz (County Seat) ist McClusky.

## Geographie
Das County liegt etwa auf dem geographischen Zentrum von North Dakota und hat eine Fläche von 2605 Quadratkilometern, wovon 88 Quadratkilometer Wasserfläche sind. Es grenzt im Uhrzeigersinn an folgende Countys: McHenry County, Pierce County, Wells County, Kidder County, Burleigh County und McLean County.

## Geschichte
Das Sheridan County wurde am 4. Januar 1873 gebildet und 1892 aufgelöst. Am 24. Dezember 1908 wurde es erneut gebildet. Benannt wurde es nach Philip Henry Sheridan, einem Generalmajor der Nordstaaten im Amerikanischen Bürgerkrieg.
Zwei Bauwerke des Countys sind im National Register of Historic Places eingetragen (Stand 1. April 2018).

## Demografische Daten

Alterspyramide des Sheridan County

Nach der Volkszählung im Jahr 2000 lebten im Sheridan County 1.710 Menschen in 731 Haushalten und 515 Familien. Die Bevölkerungsdichte betrug 1 Einwohner pro Quadratkilometer. Ethnisch betrachtet setzte sich die Bevölkerung zusammen aus 99,24 Prozent Weißen, 0,12 Prozent Afroamerikanern, 0,41 Prozent Indianern und 0,06 Prozent aus anderen ethnischen Gruppen; 0,18 Prozent stammten von zwei oder mehr Ethnien ab. 0,35 Prozent der Bevölkerung waren spanischer oder lateinamerikanischer Abstammung.
Von den 731 Haushalten hatten 25,0 Prozent Kinder und Jugendliche unter 18 Jahre, die bei ihnen lebten. 62,8 Prozent waren verheiratete, zusammenlebende Paare, 4,4 Prozent waren allein erziehende Mütter, 29,5 Prozent waren keine Familien, 27,5 Prozent waren Singlehaushalte und in 16,7 Prozent lebten Menschen im Alter von 65 Jahren oder darüber. Die Durchschnittshaushaltsgröße betrug 2,31 und die durchschnittliche Familiengröße lag bei 2,80 Personen.
Auf das gesamte County bezogen setzte sich die Bevölkerung zusammen aus 21,4 Prozent Einwohnern unter 18 Jahren, 3,8 Prozent zwischen 18 und 24 Jahren, 19,9 Prozent zwischen 25 und 44 Jahren, 28,3 Prozent zwischen 45 und 64 Jahren und 26,6 Prozent waren 65 Jahre alt oder darüber. Das Durchschnittsalter betrug 48 Jahre. Auf 100 weibliche Personen kamen 105,8 männliche Personen. Auf 100 Frauen im Alter von 18 Jahren oder darüber kamen statistisch 104,3 Männer.
Das jährliche Durchschnittseinkommen eines Haushalts betrug 24.450 USD, das Durchschnittseinkommen der Familien betrug 30.156 USD. Männer hatten ein Durchschnittseinkommen von 21.094 USD, Frauen 14.327 USD. Das Prokopfeinkommen betrug 13.283 USD. 16,0 Prozent der Familien und 21,0 Prozent Familien lebten unterhalb der Armutsgrenze. Davon waren 24,9 Prozent Kinder oder Jugendliche unter 18 Jahre und 18,3 Prozent waren Menschen über 65 Jahre.